# Hermann Grosser

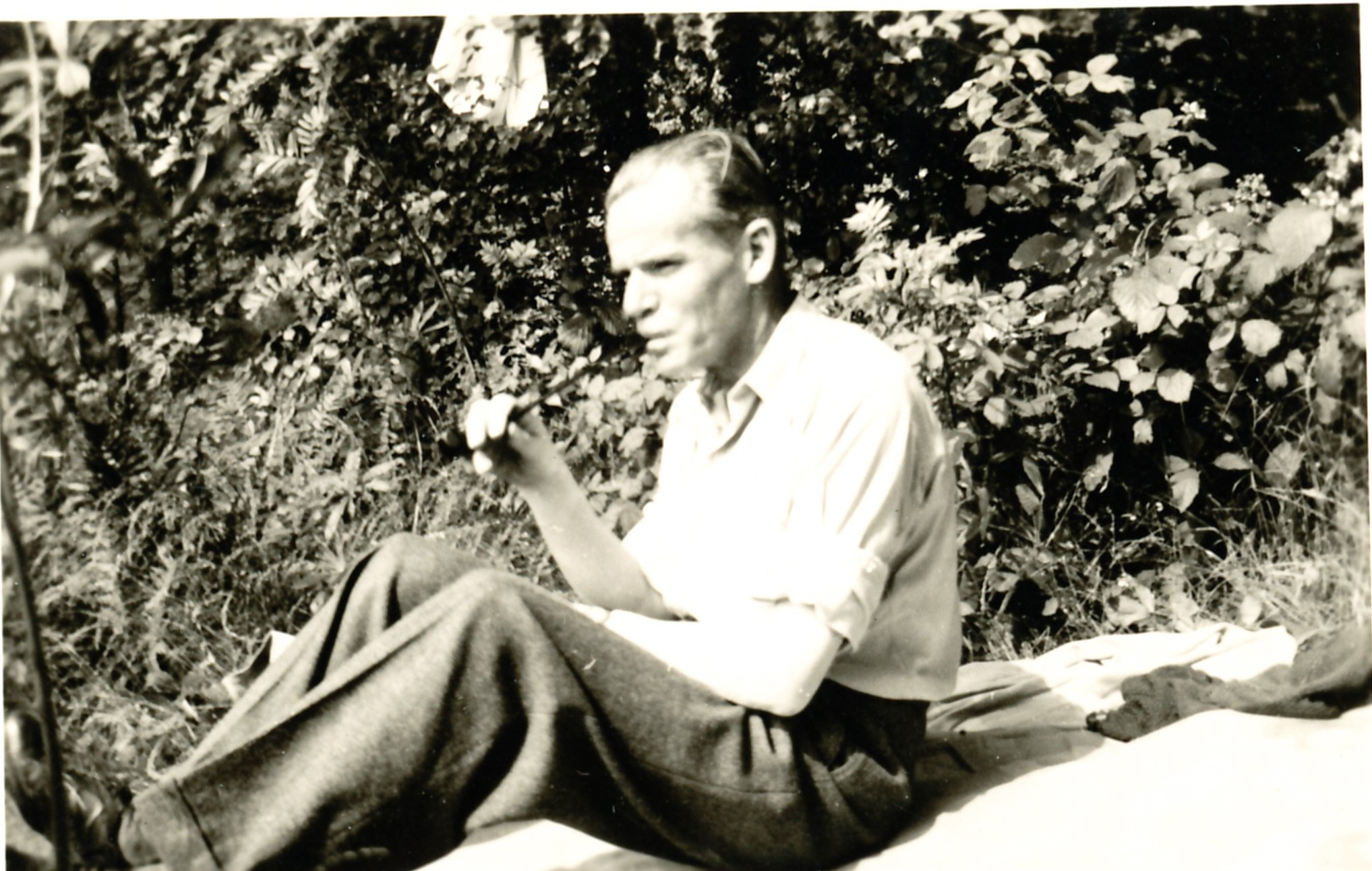
Hermann Grosser in seiner Heimat

Hermann Grosser (Senior) (* 11. Dezember 1892 in Breslau; † 28. Januar 1953 in Minden) war ein schlesischer Lehrer, Kunsterzieher, Maler und Graphiker.

## Leben

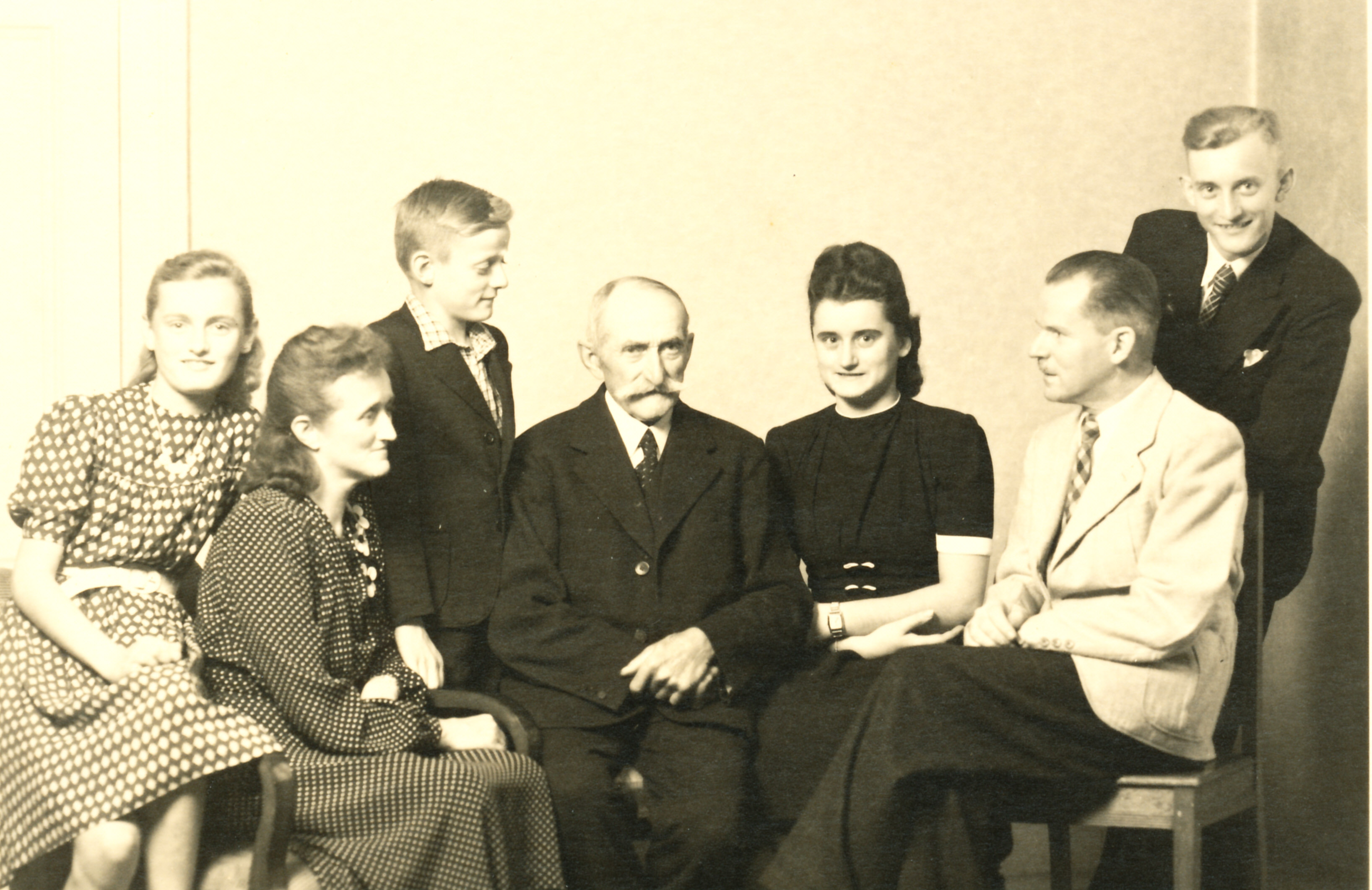
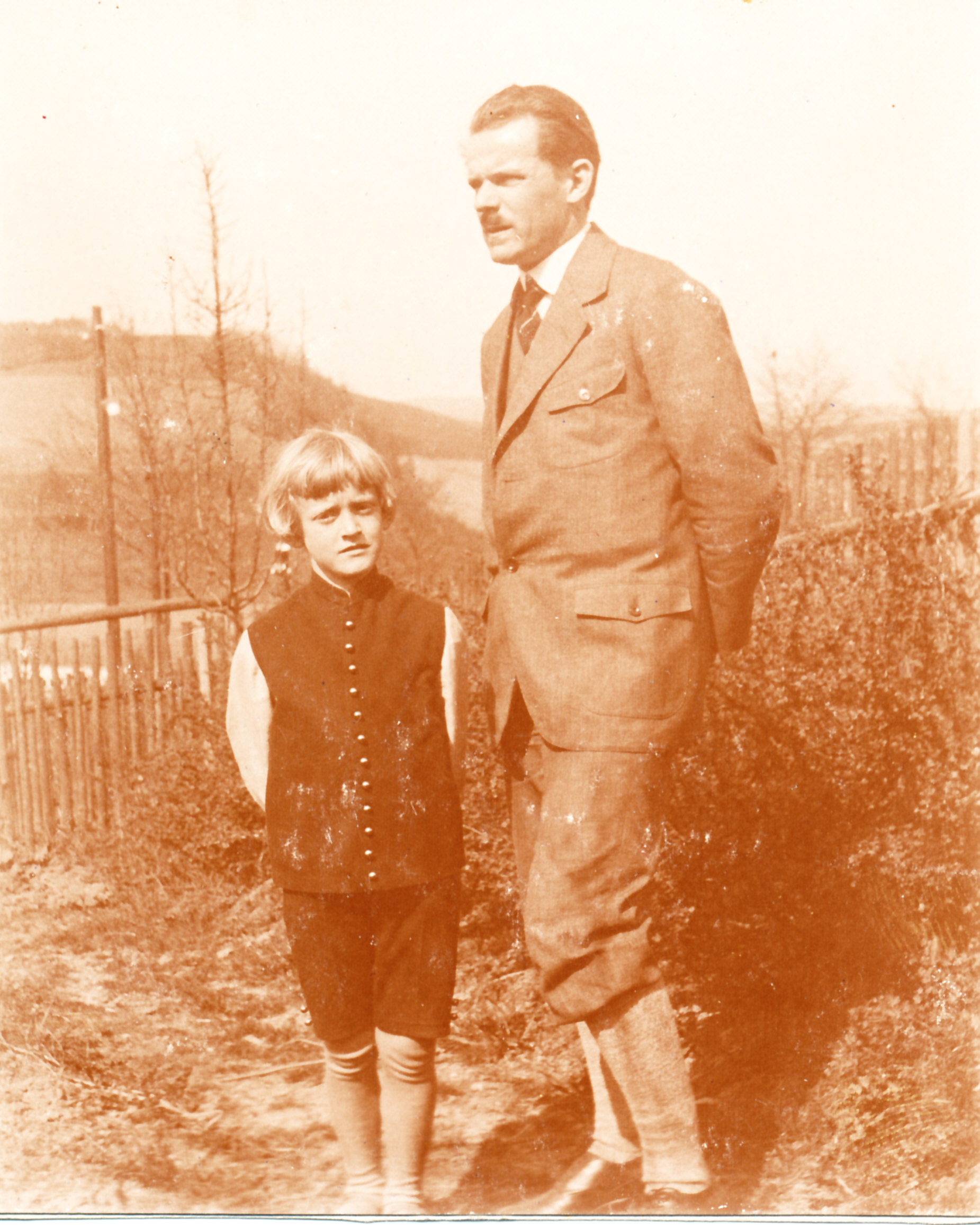

Hermann Grosser wurde 1892 in Breslau (damals preußische Provinz Schlesien, heute Polen) geboren. Hier absolvierte er von 1899 bis 1910 seine Schulzeit. Von 1910 bis 1913 studierte er am Lehrerseminar in Breslau und schloss 1913 mit der 1. Lehrerprüfung ab. Im selben Jahr erhielt er eine Anstellung an der Volksschule in Thanndorf (Kreis Habelschwerdt). Im Jahr 1916 legte er in den Wirren des Ersten Weltkrieges, an dem er von 1915 bis 1918 als Soldat der Nachrichtentruppe teilnahm, seine zweite Lehrerprüfung ab. Von 1919 bis 1925 war er in der Volksschule in Brand (Kreis Habelschwerdt) angestellt. Von 1925 bis zum Ausbruch des Zweiten Weltkrieges war er als Zeichenlehrer in der Volksschule in Neurode (Kreis Glatz) beschäftigt. Hermann Grosser heiratete am 28. Oktober 1919 in Wartha Hedwig Reinsch (* 24. Juni 1895; † 20. Mai 1969), die er in Thanndorf kennenlernte. Mit seiner Frau hatte er vier Kinder. Gottfried (* 18. Februar 1921; † 24. Februar 2007) und Barbara (* 4. April 1923; † 1. August 1996) wurden in Brand geboren. Dorothea (* 18. November 1928; † 25. Juni 2015) und Hermann jun. (* 22. Juni 1931; † 17. Dezember 2014) erblicken in Neurode das Licht der Welt. Hermann Grosser war von 1939 bis 1945 als Soldat der Nachrichtentruppe im Zweiten Weltkrieg, zuletzt im Rang eines Hauptmannes d. R., bis er 1945 in amerikanische Kriegsgefangenschaft geriet, aus der er noch im selben Jahr wieder entlassen wurde. Grosser überlebte vor seiner Gefangenschaft die Bombardierung der Stadt Dresden am 13./14. Februar 1945. Er flüchtete zunächst alleine in den Westen zu seinem Freund Fritz Meier nach Schötmar im Kreis Lippe. Seine Frau und Kinder wurden aus der Heimat vertrieben. Die Familie konnte nach dem Krieg einen Neuanfang in Ostwestfalen/Lippe beginnen. Hermann Grosser war bis 1949 als freiberuflicher Kunstmaler und Grafiker in Schötmar tätig. Ab dem 1. Juni 1949 fand er eine Anstellung als Lehrer an der Domschule in Minden, bevor er am 28. Januar 1953 plötzlich und unerwartet im Alter von 60 Jahren verstarb.

## Schaffen und Werke
Schon der jugendliche Hermann Grosser interessierte und beschäftigte sich mit bildender Kunst. Während seiner Studienzeit führte eine Fügung den jungen Künstler in das Haus Neisser. Professor Neisser, der schlesische Arzt, Forscher und Kunstmäzen erkannte schnell Grossers Begabungen und wurde sein Gönner und Förderer. 1913 in Thanndorf, am Fuße des Glatzer Schneeberges, traf er die idealen Voraussetzungen an, um seine künstlerischen Studien fortzusetzen. Schnell fanden sich auch hier neue Gönner und Bewunderer, die den Künstler unterstützen und inspirierten. Auch in Neurode setzte Grosser seine künstlerische Karriere auf vielfältige Weise fort. Neben seiner Malerei entwickelte sich Hermann Grosser zum Bühnenbildner und Grafiker. Er wurde ein geachteter Bürger und anerkannter Künstler Neurodes. Über sein Schaffen erschienen diverse Veröffentlichungen, Berichte und Bildbesprechungen. In seiner neuen Heimat Lippe entstanden nach dem Zweiten Weltkrieg zahlreiche seiner bedeutendsten Werke. Die Kunst diente ihm zu diesem Zeitpunkt der größten Entbehrungen vorwiegend zur Sicherung des Lebensunterhaltes. Grosser war jedoch zuversichtlich und entschlossen, sein Leben wieder in die eigene Hand zu nehmen und alles zu tun, um nicht auf die Barmherzigkeit anderer angewiesen zu sein. Über seinen Tod hinaus erfährt sein Schaffenswerk in zahlreichen Ausstellungen und Veröffentlichungen einen besonderen Stellenwert. Der Bilderzyklus „Die Not“, welcher im Jahr 1947 in Schötmar entstanden ist, und in der Hermann Grosser in 22 Werken seine Kriegserlebnisse verarbeitet, wurde 1998 von seinem Sohn Hermann Grosser jun. in einem Festakt der Stadt Bad Salzuflen übergeben.
Insgesamt fertigte Grosser in den Jahren 1945 bis 1948 1.042 große und kleine Kunstwerke an, die sich heute überwiegend in privatem Besitz befinden.

## Beziehung zu Joseph Wittig
Joseph Wittig gilt als einer der weltweit beachtesten Kirchenwissenschaftler im damaligen Schlesien. Hermann Grosser lebte als überzeugter und praktizierender Katholik, war aber gleichzeitig sein ganzes Leben lang auf der Suche nach Wahrheit und Bestätigung seines Glaubens. In den jahrelangen Korrespondenzen zwischen Wittig und Grosser spiegeln sich die Qualen zweier artverwandter Seelen wider, auf der Suche nach ihrer Gottfindung. Als großer Verehrer Professor Wittigs schuf Hermann Grosser eine Reihe kleinerer Arbeiten für ihn. Wittig urteilte in der Chronik der Stadt Neurode 1937 über Grosser: „Hermann Grosser ist ein Maler voll ungebundener Kraft, mit starker sozialer Veranlagung, selbstgeworden, rastlos werbend um Wahrheit und Schönheit und um Wiedererweckung des Kunstsinnes im Volk. Wir kennen von Ihm das Relief am Hause Dr. Schoenwiese. Grafschafter Bücher und Zeitschriften zeigen Ihn als hervorragenden Schriftkünstler.“ Zahlreiche Briefe und Karten belegen eine große Freundschaft sowie die gegenseitige Hochachtung und Zuneigung zweier Männer füreinander, deren Leben von vielen Gemeinsamkeiten und Parallelitäten geprägt war.